# VMSF

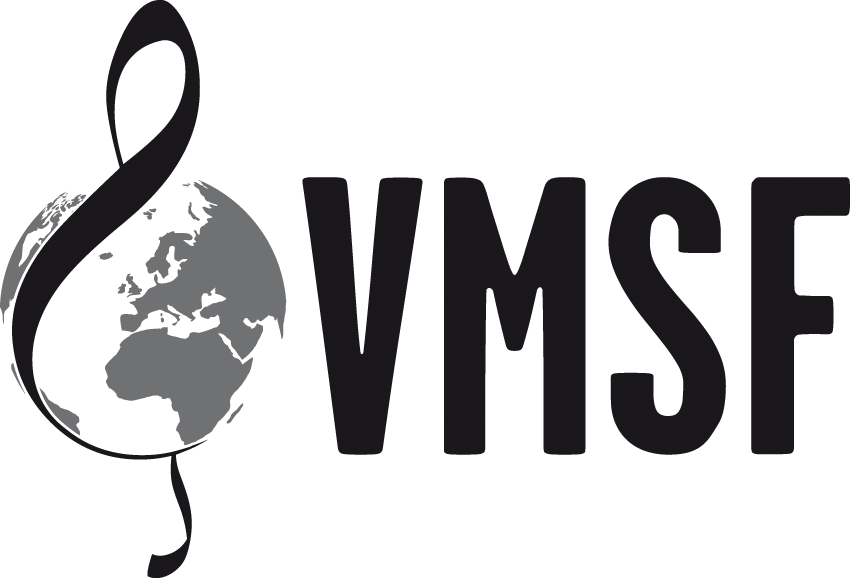
Logo des Verbandes

Vacances musicales sans frontières (VMSF) ist ein französischer Verband, der 1988 in Paris gegründet wurde. Der Verband bemüht sich um die musikalische und künstlerischen Förderung von Kindern und Jugendlichen im Alter von 6 bis 20 Jahren während ihrer Freizeit. Um dieses Ziel zu erreichen, veranstaltet der Verband Konzerte und Musikwettbewerbe, organisiert Orchester, Ensembles, musikalische Projekte verschiedener Stilrichtungen, Musik- und Sprachaustausche, Workshops und Lehrgänge. 
Durch Kooperationen, etwa mit den Jeunesses Musicales Deutschland, die Förderung durch das Deutsch-Französische Jugendwerk und mittels verschiedener Partner im europäischen Inland, wie in Spanien, Italien, Polen und dem Vereinigten Königreich, können unterschiedlichste künstlerische Inhalte bei Austauschen, Ferienlagern und Workshops in den jeweiligen Ländern vermittelt werden, wobei der Spracherwerb und die grenzübergreifende Kommunikation der Kinder und Jugendlichen untereinander eine wichtige Rolle spielt.